# Смертная казнь в иудаизме
Смертная казнь в иудаизме — предусмотренные религиозными книгами иудаизма виды смертной казни и их применение на практике. Такой тип наказания в древности часто применялся за наиболее тяжкие преступления.
Талмуд упоминает четыре способа смертной казни, к которой приговаривает суд (арба митот бет-дин): побитие камнями, сожжение, казнь мечом и удушение.
Детальное описание казней содержится в трактате Санхедрин в четвертом разделе (Незики́н) Мишны.

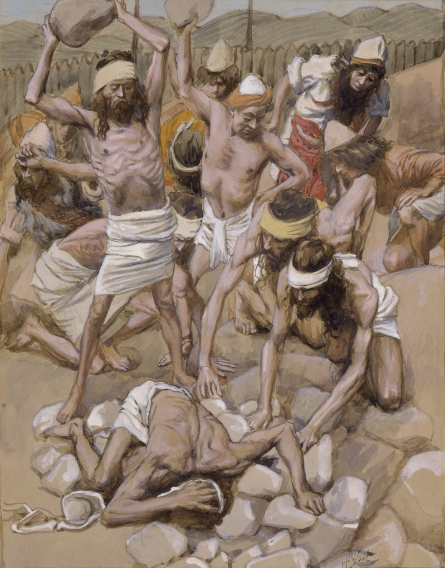
Побиение камнями за осквернение Шаббата. Джеймс Тиссо, 1896—1902

## Общие предписания и толкования
В отношении смертной казни библейская заповедь: любить ближнего, как самого себя, (Лев. 19:18) интерпретируется законоучителями Талмуда как предписание казнить приговорённого преступника наиболее гуманным способом. Согласно этому подходу, смертная казнь должна быть подобна тому, как отнимает у человека жизнь сам Бог, то есть не калеча тело.

В целом законоучители Талмуда относились к смертной казни отрицательно. Так, в Мишне сказано: 
Синедрион, приговаривающий к смерти раз в семь лет, называется кровожадным; рабби Эл‘азар бен Азария говорит: «Даже раз в 70 лет»; рабби Тарфон и рабби Акива сказали: «Если бы мы заседали в Синедрионе, смертные приговоры никогда не выносились бы», а раббан Шим‘он бен Гамлиэль сказал: «Если так, они бы умножили число убийц в среде Израиля».
Законоучители Талмуда постановили, что с разрушением Храма (в 70 году н. э.) Синедрион утратил право приговаривать к смертной казни.

## Виды казней
См. также:List of capital crimes in the Torah

### Побиение камнями
К побитию камнями приговаривали лишь за те 18 видов преступлений, за которые Библия прямо предписывает подобную казнь.

### Сожжение
Сожжение предписывается Талмудом только в тех случаях, в которых эта казнь установлена библейским законом. Чтобы тело приговорённого к казни сожжением не было изувечено, его шею следует обмотать двумя платками и тянуть их в противоположные стороны до тех пор, пока осужденный не откроет рот; затем следует ввести в рот горящий фитиль, который «достигнет его внутренностей».

### Казнь мечом
Казнь мечом предписывалась для наказания убийц или жителей совратившихся городов. В обоих случаях эта форма казни основывается на библейских предписаниях (Исх. 21:20; Лев. 26:25; Втор. 13:15,16). По некоторым сведениям, лишь убийцам отсекали голову мечом («способом, практикуемым римским правительством»).

### Удушение
Удушение предписывалось во всех случаях, когда другой способ смертной казни за совершённое преступление не был предусмотрен законом, поскольку оно считалось наиболее гуманной и наименее обезображивающей тело казнью.

### Другие виды казней
Талмуд упоминает что некоторых преступников, которых не удавалось осудить из-за нехватки доказательств или тяжести наказания, приговаривали к заключению в условия, обеспечивающие быструю смерть.
Существуют также сведения о применении таких видов смертной казни, которые не предписываются Талмудом. Так, Иосиф Флавий сообщает, что Александр Яннай казнил распятием (то есть способом, который применяли римляне) 800 фарисеев.